# Panajotis Lafazanis
Panajotis Lafazanis, gr. Παναγιώτης Λαφαζάνης (ur. 19 listopada 1951 w Eleusis) – grecki polityk, matematyk i działacz komunistyczny, poseł do Parlamentu Hellenów, w 2015 minister energetyki, założyciel ugrupowania Jedność Ludowa.

## Życiorys
Ukończył studia matematyczne na Uniwersytecie Narodowym im. Kapodistriasa w Atenach. Był wieloletnim aktywistą Komunistycznej Partii Grecji (ΚΚΕ), wchodził w skład komitetu centralnego młodzieżówki komunistycznej (KNE), później był członkiem komitetu centralnego i sekretariatu politycznego KKE. W okresie junty czarnych pułkowników działał w opozycyjnym ruchu studenckim.
Od 1992 związany z lewicową partią Sinaspismos, z którą później współtworzył Syrizę. W latach 2000–2004 po raz pierwszy zasiadał w greckim parlamencie. Mandat poselski uzyskał ponownie w 2007, z powodzeniem ubiegał się o reelekcję w 2009, maju i czerwcu 2012 oraz styczniu 2015. Po tych ostatnich wyborach, w styczniu 2015 objął stanowisko ministra odbudowy produkcji, środowiska i energetyki w nowo utworzonym rządzie Aleksisa Tsiprasa. W ramach Syrizy został liderem marksistowskiego skrzydła partii.
W lipcu 2015 znalazł się wśród posłów głosujących przeciwko reformom oszczędnościowym, których przeprowadzenie było warunkiem kredytodawców udzielenia Grecji dalszej pomocy finansowej. W tym samym miesiącu Panajotis Lafazanis został odwołany ze stanowiska ministra. W sierpniu 2015 po opuszczeniu Syrizy powołał nowe ugrupowanie pod nazwą Jedność Ludowa. Ugrupowanie to nie przekroczyło progu wyborczego w przedterminowych wyborach we wrześniu 2015. Panajotis Lafazanis kierował nim do 2019.